# Chrysler Neon
Der Neon ist ein von Chrysler resp. DaimlerChrysler und den Tochterunternehmen Dodge und Plymouth gebauter Wagen für die untere Mittelklasse (Kompaktklasse) mit Vorderradantrieb.
Außerhalb des nordamerikanischen Raums war der Wagen bis 2002 als Export-Version unter dem Namen Chrysler Neon erhältlich.
In den USA und Kanada wurde der Neon hauptsächlich unter Dodge Neon vertrieben. Die Produktion des Dodge startete Anfang 1994 und endete im September 2005.
Insgesamt gab es zwei Generationen des Neon. Er ersetzte in den 90er Jahren den Dodge Shadow/Plymouth Sundance. Schließlich wurde seine Produktion zugunsten des Dodge Caliber eingestellt.

## Generationen
- 1. Generation: 1994–1999 – Neon PL
- 2. Generation: 1999–2002 – Neon PL2000

## Neon (1994–1999)

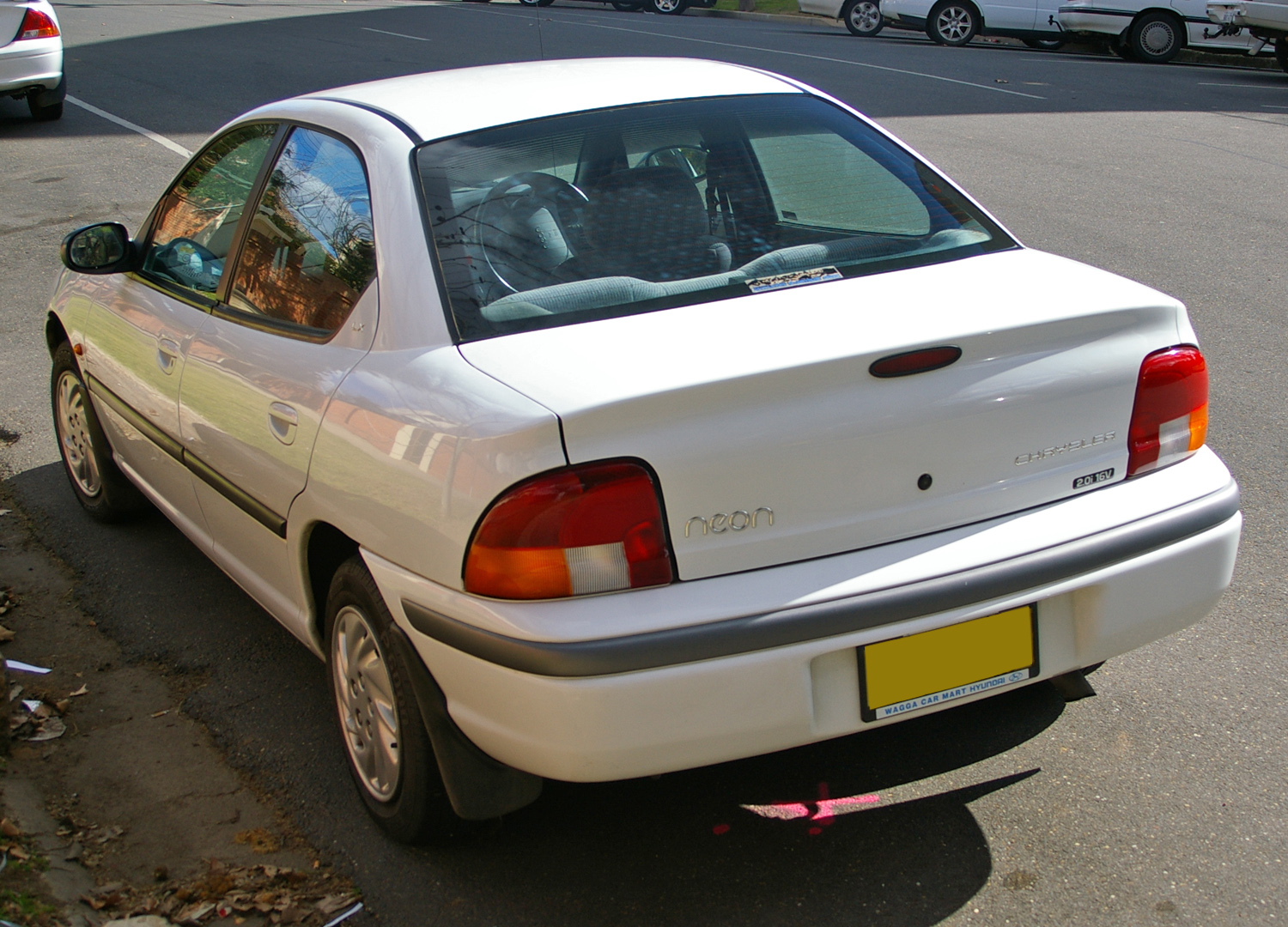
Heckansicht

Im Cab-Forward-Design gebaut, weist der Neon einen langen Radstand, verhältnismäßig kurze Überhänge und eine weit nach vorne reichende Passagierkabine mit einer entsprechend kurzen Motorhaube auf. Insgesamt wurden drei Motorentypen, allesamt Benziner, verbaut. Standard ist ein 98 kW (133 PS) starker 2,0-l-16-V-Saugmotor mit einfach obenliegender Nockenwelle (SOHC) und Mehrwegeeinspritzung, der den manuell geschalteten Neon in weniger als 10 Sekunden von 0–100 km/h beschleunigt.
Im Gegensatz zum Dodge/Plymouth Neon war der Chrysler Neon ausschließlich als Viertürer erhältlich – das Coupé wurde nicht exportiert. Auch wurden keinerlei puristische und kaum sportliche Linien exportiert. Die Export-Modelle, welche in den Varianten SE, LE, LX, SLX/GLX und CS angeboten wurden, waren überwiegend mit der Standard-Motorisierung und konventionellem Getriebe ausgestattet. Auch die Farbpalette wurde stark eingeschränkt. Den in Deutschland importbedingt deutlich höheren Verkaufspreisen wurde durch erhöhten Komfort etwas entgegengewirkt. Doch dies alles verwehrte dem Neon in Europa die Möglichkeit, ernsthaft Akzente zu setzen und er blieb ein Exot. Zudem waren generell sämtliche Neon-Modelle der ersten Produktionsjahre wegen ihrer Unzuverlässigkeit berüchtigt.

### Entwicklung der ersten Generation
1994–1995
Die ersten bis Ende 1995 gefertigten Modelle haben eine sich von den Folgejahren unterscheidende Elektrik. Pinbelegungen am Steuergerät, Stecker und Sensorenarten können erheblich von den revidierten Formen der Jahre 1996 bis 1999 abweichen. Die Nockenwelle der 95er-SOHC-Modelle ist schärfer als die der Folgejahre. Ebenso ist die Luftansaugung leistungsorientierter, was den ’95er-Neon etwas stärker, aber auch lauter macht. Generell sind diese frühen Modelle recht lärmig. Die Kupplung des Neons ist in jedem Fall sogenannt ‚nicht-modular‘. Sein Stahltank fasst 42 Liter. Die Armaturen und Türverkleidungen der 95er-Fahrzeuge sind hellgrau (grey/quarz, seltener camel), das Lenkrad hat zwei Speichen.
1996–1999
Die Elektrik des ’96er-Neo wurde komplett überarbeitet und 1997 abermals modifiziert, allerdings nur noch in leichter Form im Bereich Motormanagement und blieb in dieser Form bis 1999 unverändert.
Bis 1998 wurden mehr als ein Drittel der gesamten Komponenten revidiert, was den Neon spürbar zuverlässiger machte. Ab 1996 war erstmals ein modularer Kupplungstyp verfügbar, dessen Design dann später auch für den Chrysler PT Cruiser Verwendung fand. Ab den späteren ’96er-Modellen wich auch der kleinere Stahltank einem nun 47 Liter fassenden Plastiktank.
Ab 1996 wurden auch Vierspeichenlenkräder verbaut. Diese Modelle erhielten ferner dunklere Grautöne im Innenraum, ab 1997 wurde auf schwarz (agate) gewechselt. Des Weiteren wurden die revidierten Versionen in der Geräuschdämmung optimiert, die gegen Farbabplatzen anfälligen Dachleisten (Weatherstripes) gegen modifizierte Teile ausgetauscht sowie Ablagemöglichkeiten im Innenraum hinzugefügt (Ablagefächer in den Türen). Weiterhin gab es ab der LE-Ausstattung Funkfernbedienung mit Wegfahrsperre. Dazu Innenspiegel mit Leseleuchten, Gurte mit Doppelverschluss und ein anderes Airbag-System, bei dem die Sensoren anstatt an den Längsträgern, nun im Steuerteil zu finden sind. Das ABS bekam eine andere Abstimmung was durch einen feineren ABS-Ring an den Gelenkwellen sowie an den Radnaben an der Hinterachse erreicht wurde. Auch die Umluftsteuerung wurde geändert. Sie funktioniert nun mit Umluft anstatt mit Seilzug. Weiterhin haben die Modelle ab 1996 Euro-2-Norm, zu erkennen an der zweiten Lambdasonde (hinter dem Kat). Ab November 1998 wurden generell Mehr-Lagen-Stahl-Zylinderkopfdichtungen verbaut.

### Versionen

#### Neon LE

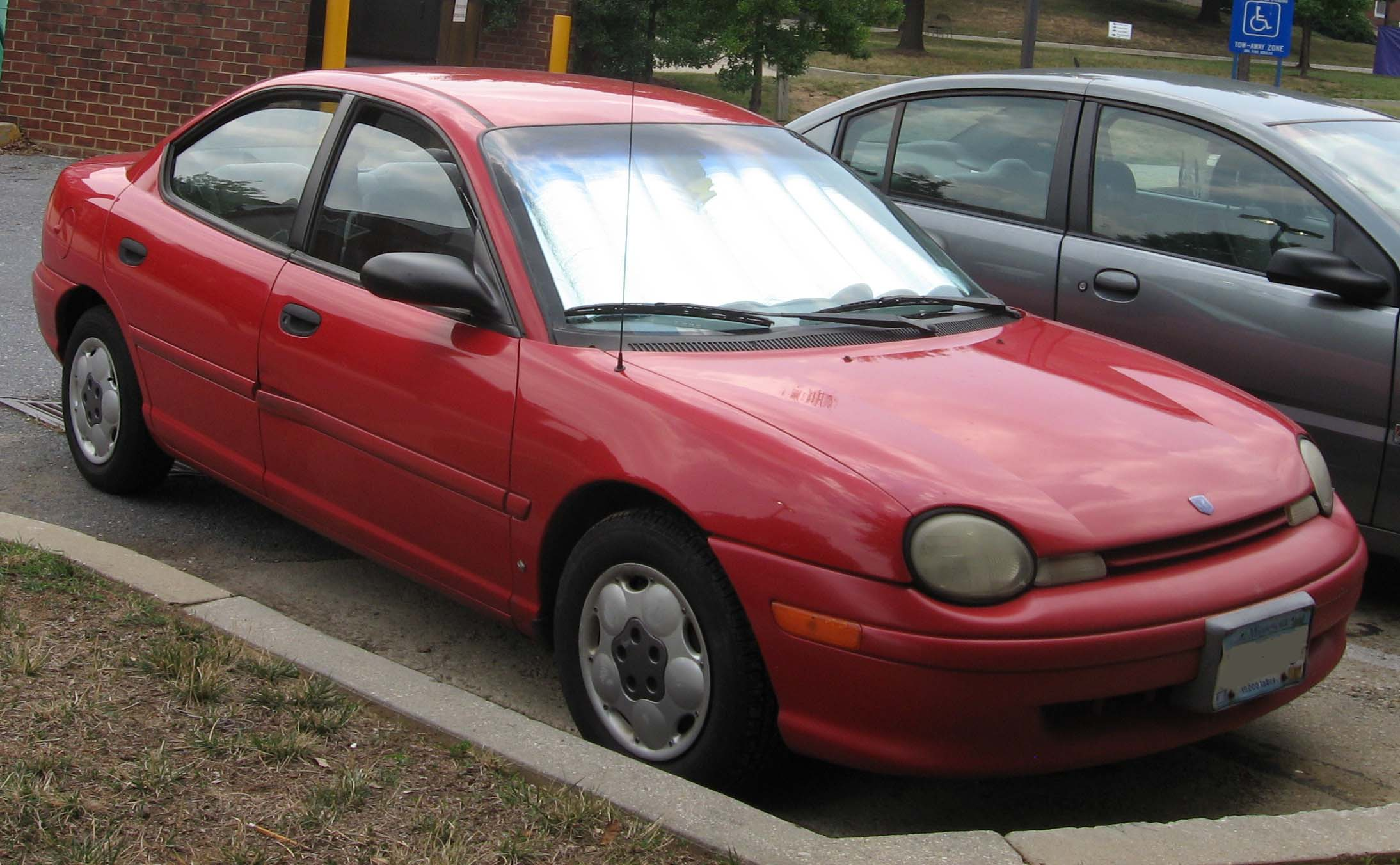
Dodge Neon Highline

Der Chrysler Neon LE entspricht dem Dodge Neon Highline. Dies ist der Mainstream-Neon, erkennbar an der flachen Motorhaube und häufig auch an den 14-Zoll-„Bubble-Caps“-Radkappen. Ein 2,0-l-SOHC-16-V-Motor, mit 98 kW (133 PS) (ab 1998 auch 1,8-l), Airbags, Servolenkung, Klimaanlage, Drehzahlmesser, Zentralverriegelung und CD- respektive Kassettenradio sind Standard.
Des Weiteren fand im Neon LE die Touring-Federung Verwendung. Zudem ist der LE mit Front-Scheibenbremsen sowie -querstrebe ausgestattet. In Amerika gab es für das Highline-Package viele Optionen wie vierfach-Scheibenbremsen mit ABS, Tempomat, elektrische Fensterheber, elektrisch verstellbare Außenspiegel und Sonnendach. Bis auf das letztgenannte fand man im Neon LE vieles davon sogar serienmäßig. Ferner erhielt man den Neon LE vereinzelt auch mit sportlicherem Getriebe, Leichtmetallrädern oder Sportsitze, welche in den USA allesamt den Sportlinien vorbehalten blieben. Gerade 98/99er-LE-Neons erhielten, aufgrund der bevorstehenden Einstellung der Produktion der ersten Generation, solche Upgrades gratis; teilweise nun auch mit Motorhauben der DOHC-Version, Frontstoßstange mit Nebellampen, gar einem DOHC-Motor oder etwa dem „Surfboard“-Heckspoiler des Neon CS. Der Neon LE wurde aber auch um ca. 40 % teurer gehandelt als der Dodge Neon Highline, welcher in den USA lediglich ca. 12.500 Dollar kostete.

##### Technische Daten Chrysler Neon LE
- Modelljahre: 1995–1999
- Motor: R4 2,0 l SOHC 16V (98 kW) / 1,8 l SOHC 16V (85 kW)
- Getriebe: 5-Gang Manuell (i. d. R. MTX 3,55 Manual)/3-Gang Automatisch (ATX)
- Gewicht: 1140 kg
- Sitze: Highline
- Leistungsdaten: 0–100 km/h: etwa 9,3 s (2,0-l-SOHC/MTX 3,55) – mit Sportgetriebe und/oder 95er Motor etwas besser

#### Neon LX (DOHC)*

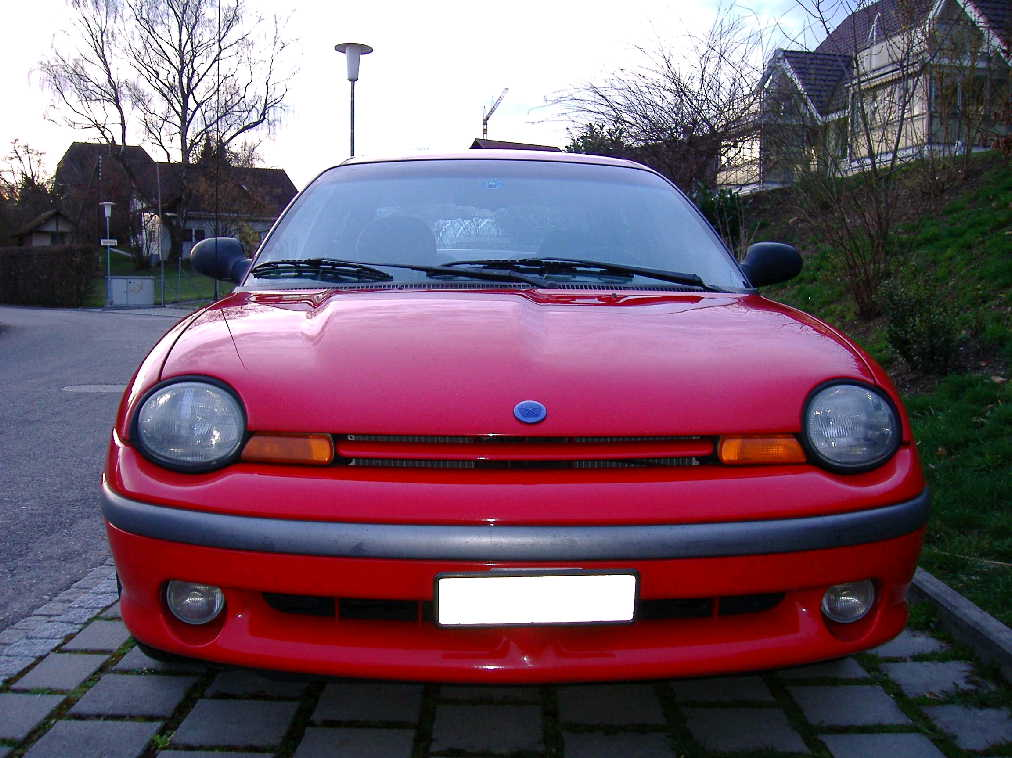
Chrysler Neon LX (1996)

Dieser Typ debütierte als das Flaggschiff des nicht amerikanischen Neon-Modells. Nur in wenige Länder exportiert, bekannt sind Mexiko, Australien und die Schweiz (alle ab 1996). Diese scheinen alle aus Toluca, dem mexikanischen Produktionswerk, zu stammen. Der LX hat alle Ausstattungen des LE, dazu den stärkeren 2,0-l-DOHC-16-V-Motor, zu welchem auch die gewölbte Motorhaube sowie ein leistungsstärkeres Auspuffsystem gehören. Ferner gehören in jedem Falle vierfach-Scheibenbremsen mit ABS, die typischen Neon-Sport-Leichtmetallräder, Frontnebellampen mit dem entsprechenden Stoßfänger, Sportsitze, lederumwickeltes Lenkrad, in Wagenfarbe lackierte Türgriffe sowie Doppel-Nebelschlussleuchte zur Ausrüstung. Die einzige Option ist der Tempomat. Der LX ist jedoch aufgrund des größeren Gewichts und weil ironischerweise keine Sportgetriebe verfügbar waren (im Gegensatz zu Dodge Neons mit DOHC-Motor), nicht unbedingt schneller als der LE. Somit setzt er eher auf maximale Ausstattung anstatt auf erhöhte Sportlichkeit.

##### Technische Daten des Chrysler Neon LX
- Modelljahre: 1996–1997
- Motor: R4 2,0 l DOHC 16V (110 kW)
- Getriebe: 5-Gang Manuell (MTX 3.55)/3-Gang Automatisch (ATX)
- Gewicht: 1220 kg
- Sitze: Sport (1996: Dunkelgrau mit Konfetti-Muster / 1997: Schwarz mit Schnörkel-Muster)
- Leistungsdaten: 0–100 km/h: etwa 9,3 s (2,0 l DOHC/MTX 3,55)

#### Neon CS

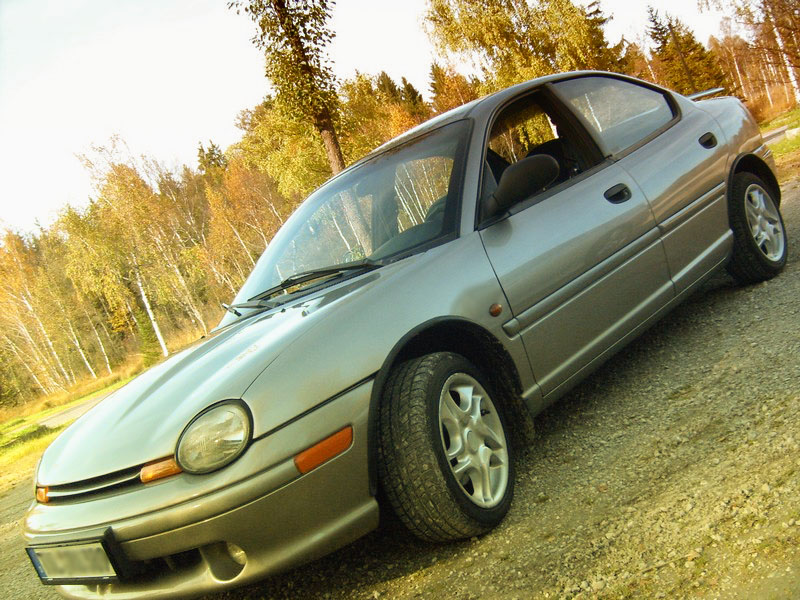
Chrysler Neon CS

Der beste Export-Neon, Chryslers Pendant zum Dodge Neon R/T, war als limitierte Variante in den letzten zwei Modelljahren verfügbar. Lediglich in Metallic-Lackierung (bright-platinum-metallic), stets 2,0-l-SOHC-16-V-Motor, DOHC-Haube, Frontnebelscheinwerfer, Ledersitze, Doppelrohr-Auspuff, dem R/T-Surfboard-Heckflügel, 15-Zoll-Leichtmetallräder, Spurverbreiterung hinten, Radlaufleisten und Sportgetriebe. Die luxusorientierteste, sportlichste und vom Jahrgang her ausgereifteste Variante. Obwohl er nicht über den leistungsstärksten Motor verfügt, beschleunigt er besser als die meisten Neons, da in jedem Falle das Sportgetriebe Typ B verbaut ist.

##### Technische Daten Chrysler Neon CS
- Modelljahre: 1998–1999
- Motor: R4 2,0 l SOHC 16V (98 kW)
- Getriebe: 5-Gang Manuell (MTX 3.94 Performance B)
- Gewicht: 1280 kg
- Sitze: Leder
- Leistungsdaten: 0–100 km/h: etwa 8,8 s

#### Neon LX(SOHC)/SLX/GLX
Dies sind rechtsgelenkte Varianten des Neons und wurden nach Großbritannien sowie Irland exportiert, basierend auf dem Neon LE.

##### Technische Daten Chrysler Neon LX(SOHC)/SLX/GLX
- Modelljahre: LX 1995–1999/SLX 1997/GLX 1997–1999
- Weitere Daten analog Chrysler Neon LE

### Produktionsstätten
Die Chrysler Neons wurden in zwei Produktionswerken gebaut – in Belvidere sowie Toluca (Mexiko). Bis auf die Beibehaltung der nicht modularen Kupplungen nach 1995 sowie Verwendung von Doppel-Ventilatoren zur sekundären Motorkühlung im mexikanischen Werk gibt es keine weiteren Unterschiede zwischen Neons derselben Spezifikation, die nicht im gleichen Werk gebaut wurden.

### Motoren
1,8 l SOHC 16V
Konzipiert für steuertechnische Vorteile in Europa. Die Spitzenleistung ist bei 86 kW (115 PS) bei 5750/min, Drehmoment bei 151 Nm bei 4900/min. Dieser Motor wurde ausschließlich in Verbindung mit dem Sportgetriebe Typ A verbaut.
2,0 l SOHC 16V (S4RE/ECB)
Der SOHC war in den USA Standard für den Dodge Neon Base/Highline, wie auch für den Chrysler Neon LE und CS. Ein standfester Motor und seinerzeit zudem fortschrittlich, da er wie der DOHC vier Ventile pro Zylinder aufweist. Die Spitzenleistung liegt bei 98 kW (133 PS) bei einer Drehzahl von 6000/min, maximales Drehmoment bei 174 Nm bei 5000/min. Begrenzer bei 6750/min. Der 95er 2,0-l-SOHC-16V leistet 101 kW (138 PS) bei einer Drehzahl von 6000/min. Empfohlener Treibstoff ist Normalbenzin (91 EU-Oktan). Dieser Motor war zudem die Basis für die Entwicklung der kleineren Pentagon/Tritec-Motoren des Mini (BMW).
2,0 l DOHC 16V (D4RE/ECC) 
Dieser Motor war in den USA Standard in den Neon ACR („American Club Racer“) Coupes, Sport und R/T. Er hat eine Spitzenleistung von 110 kW (150 PS) bei 6500/min und ein maximales Drehmoment von 180 Nm bei 5600/min. Der Begrenzer ist bei der manuell geschalteten Version bei 7250 Umdrehungen. Empfohlener Treibstoff ist Super (95 EU-Oktan). Schließlich wurde er aus Kostengründen nicht mehr weiterproduziert für die folgende Neon-Generation. Nach leichter Revision des Ventiltriebes fand er ab 2000 dafür im Chrysler PT Cruiser Verwendung.

### Getriebe
Manuell
Vom Design New Venture Gear, NV-T350, 5-Gang, in drei Variationen: Standard ist der Untertyp Manual (4670235) mit dem höchsten Achsantrieb (3,55). Die beiden Performance-Varianten (Sport) haben beide ein Übersetzungsverhältnis von 3,94. Performance A (4670234/AC) hat zudem einen verkürzten 5. Gang. Performance B (4670664) hat den langen 5. Gang vom 3,55er beibehalten, um auf der Autobahn wirtschaftlicher im Verbrauch zu sein. Ein Sportgetriebe lässt den Neon merklich schneller beschleunigen. Allerdings ist mit dem Getriebe des Typs Performance A der Verbrauch auf der Autobahn um ca. 20 % höher als mit den beiden anderen. Grundsätzlich sind alle drei Getriebe sehr kompakt und standfest.
Automatisch
Vom Typ 31TH, hydraulisches 3-Gang-Getriebe, welches keine Neuentwicklung war. Das Übersetzungsverhältnis beträgt 2,98. Für höheres Drehmoment ausgelegt als die manuellen Getriebe, jedoch unpraktisch in Kombination mit dem DOHC-Motor.

### Farben
Von der Farbpalette des Neons erster Generation, die im Ursprungsland etwa zwei Dutzend Farben umfasste, waren für die Exportmodelle lediglich zehn Farben verfügbar.

## Neon (1999–2002)

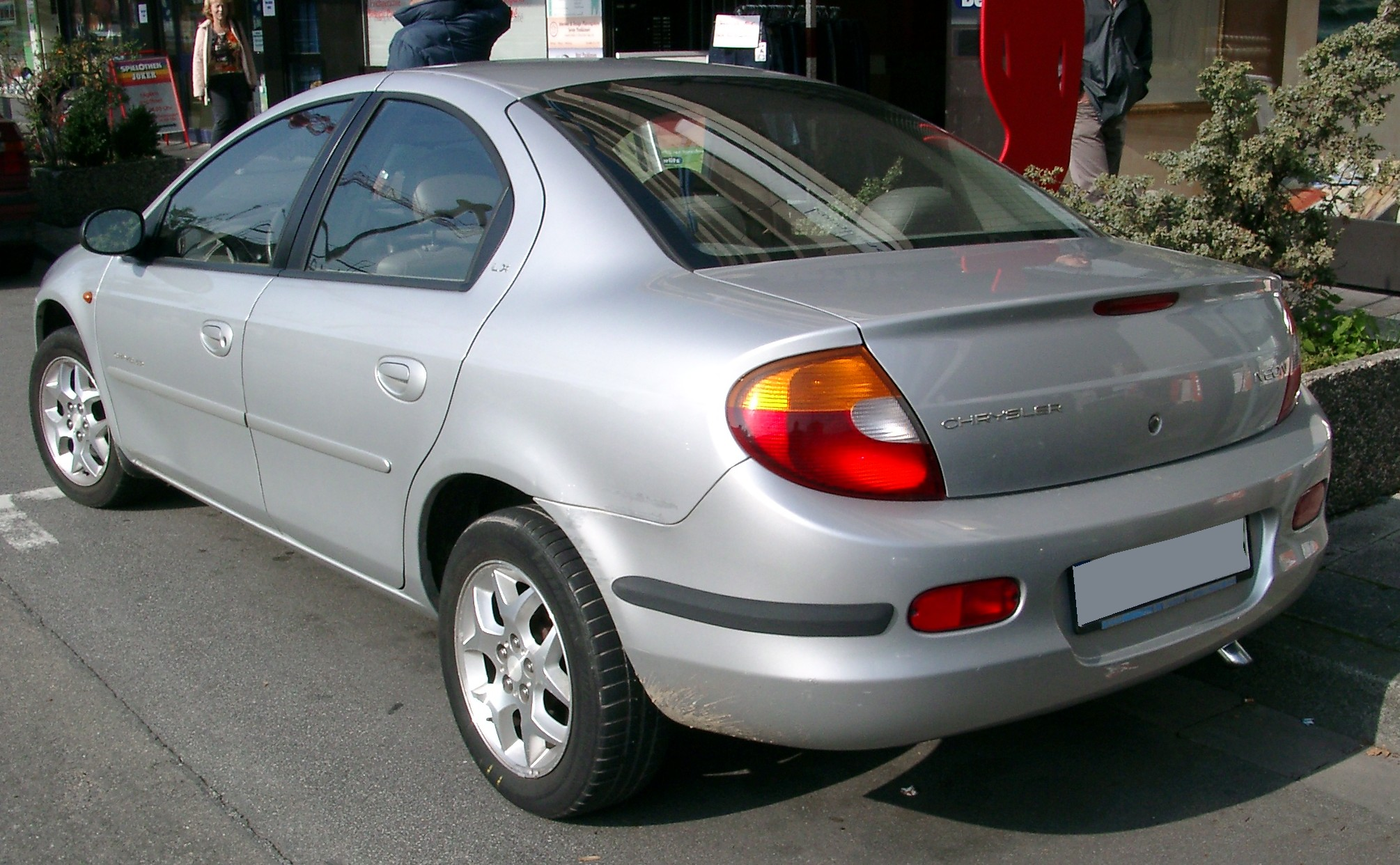
Heckansicht

Im Sommer 1999 waren die ersten Exemplare des neuen Chrysler Neon verfügbar.
Der Neon der zweiten Generation wurde klar mehr nach europäischen Konzepten gebaut. Er hatte etwas an Größe zugelegt und seine Komponenten waren qualitativ deutlich besser als die der frühen ersten Generation.
Der Komfort wurde abermals gesteigert, die Türen erhielten Fensterrahmen und die Motoren wurden geräuschärmer. Dies alles machte ihn aber auch schwerer als seinen Vorgänger. Diesem Problem wurde bei der geschalteten Variante durch ein Sportgetriebe als Standard entgegengewirkt, was aber wiederum zwangsläufig den Verbrauch erhöhte. Der 2-Liter-SOHC-Motor gewann im unteren Drehzahlbereich etwas an Laufkultur, und auch das neugestaltete Fahrwerk steht dem seines Vorgängers in nichts nach.
Der neue Neon war in den USA zwar nicht mehr so schnell wie die sportlicheren alten Neons, als Export-Version hingegen überflügelte er seinen Vorgänger auch in diesem Bereich und selbst Konkurrenzprodukte hatten noch keine vergleichbare Standard-Motorisierung.
2001 ersetzte ein elektromotorisch betätigtes Viergang-Automatikgetriebe das in die Jahre gekommene hydraulische Dreigang-Automatikgetriebe.
Der Wendekreis liegt bei 10,80 m. Der cW-Wert beträgt 0,342. Die Gewichtsverteilung ist 64 : 36.

### Produktionsstätten
Die Neons der zweiten Generation wurden ausschließlich in Belvidere produziert.

### Motoren
1,6 l SOHC 16V
Dieser Motor war ein Joint-Venture zwischen Chrysler und BMW vor der Fusion mit Daimler-Benz. Zum Einsatz kam der Motor aber erst nach der Fusion zu DaimlerChrysler in den Export-Modellen der zweiten Generation in Kombination mit einem manuellen 5-Gang-Schaltgetriebe. Später kam der Motor auch beim Mini (BMW) zum Einsatz. Die Spitzenleistung ist bei 85 kW (115 PS), Drehmoment 157 Nm.
2,0 l SOHC 16V (420A ECB)
Aus der ersten Generation übernommen. Die Spitzenleistung liegt bei 98 kW (133 PS) bei 5600/min, maximales Drehmoment bei 177 Nm bei 4900/min. Begrenzer bei 6750/min.

### Getriebe
Manuell: 5-Gang NVG T-350 für die Modelle mit 1,6-l- und 2,0-l-Motor
Automatisch: 3-Gang 31TH bzw. 4-Gang 41TE mit Overdrive ausschließlich für die Modelle mit 2,0-l-Motor